# Mecicobothrium
Mecicobothrium is een geslacht van spinnen uit de familie Mecicobothriidae.

## Soorten
Het geslacht kent de volgende soorten:
- Mecicobothrium baccai Lucas et al., 2006
- Mecicobothrium thorelli Holmberg, 1882